# Hugo Villanueva
Hugo Villanueva Clavería (sinh ngày 9 tháng 4 năm 1939) là một hậu vệ bóng đá người Chile thi đấu cho Chile ở Giải vô địch bóng đá thế giới 1966. Anh cũng thi đấu cho Club Universidad de Chile.